# アメリカ学業的十種競技
アメリカ学業的十種競技（アメリカがくぎょうてきじゅうしゅきょうぎ、英語：United States Academic Decathlon、略称：USAD）は、アメリカ合衆国で1982年に創立された学業的十種競技である。4つの国（アメリカ、イギリス、カナダ、中国）からの学生は、芸術、経済学、随筆、インタビュー、語学と文学、数学、音楽、科学、社会科学、スピーチの十種項目に競技し、最高の10,000の点数を取るとメダルとカップを獲得する。

## 概要

### 基本
学校で学生のGPAによって、栄誉組（Honor）（3.750-4.00GPA）、学者組（Scholastic）（3.00-3.749GPA）、代表組（Varsity）（0.00-2.999GPA）という三つのグループ（各3人）に選出した九つの学生は、代表隊に担当して、他の同じ部門の学校と勝負する。部門を分かる方法は学校の学生人数によって、大きい学校・中型の学校・小さい学校と決める。
勝負の方法は十種の競技に得る点数の比較：一人で、その十の項目に各1,000点、最後に全部10,000点を取れる。そして、各グループで一番高い二つ点数を加えて、最後に最高60,000点の学校総合成績を出る。その成績の全国ランキングの前四つの学校は栄誉の旗をもらえる。

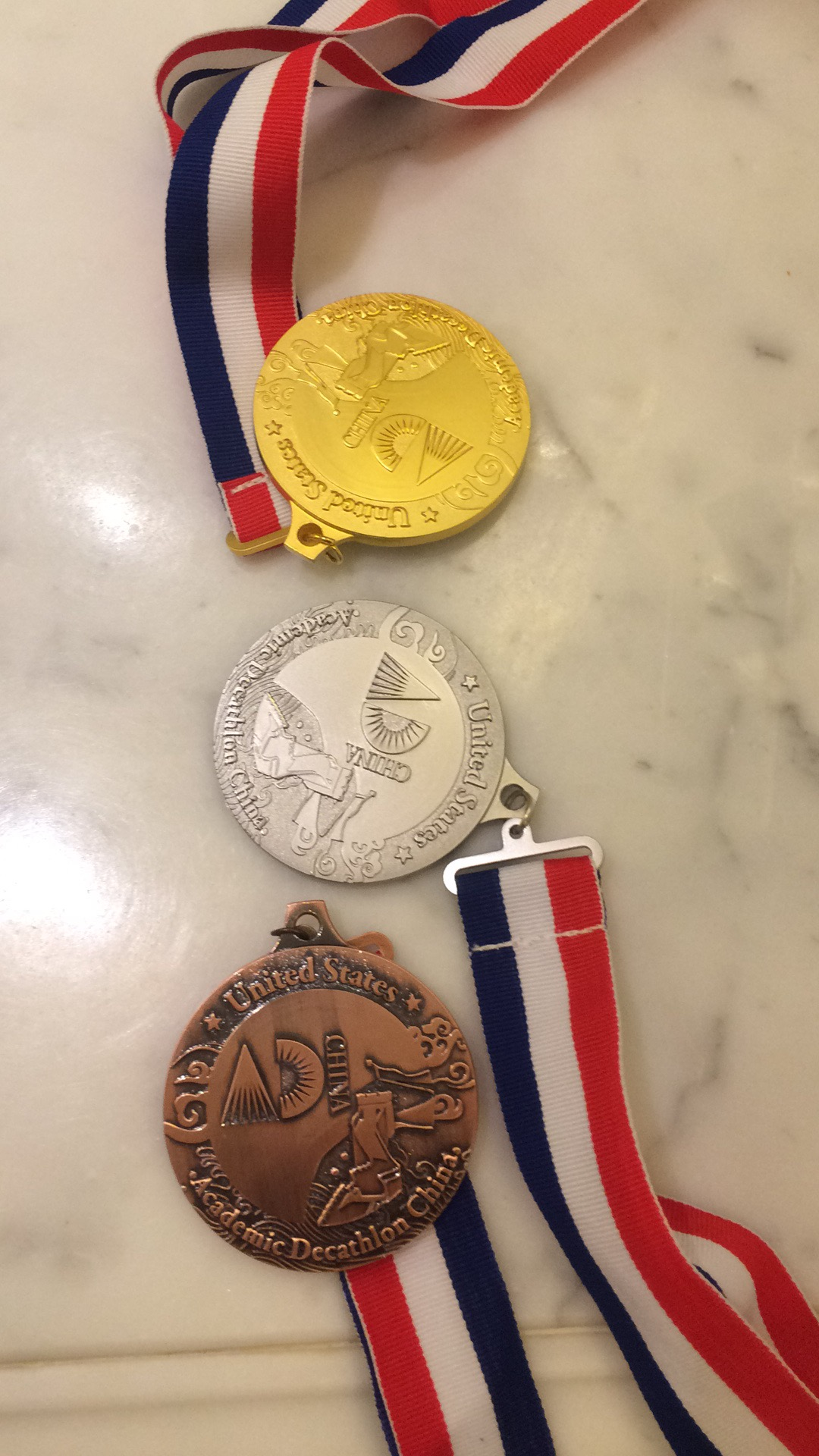
アメリカ学業的十種競技の中国区競技の金・銀・銅メダル。

また、個人で競技を参加することもできる。参加した人は、他の個人選手と10,000点内の比較をして、勝負して、個人的専門賞をもらう。
さらに、十種競技で毎種のそれぞれのランキングもある。成績によって、学生は金メダル・銀メダル・銅メダルをもらえる。

### 特別
毎年に特別コンテストの超級クイズ（Super Quiz）も行う。当年の芸術、経済学、語学と文学、数学、音楽、科学、社会科学からの問題がある。3つのラウンドで、栄誉組・学者組・代表組からの学生が答える。最後に点数の一番高い学校が特別賞をもらえる。2012年以前、超級クイズは正式の競技の一部、しかし、その後、この項目は特別コンテストになった。
他の特別賞は：Jerry Helgeson記念賞、各校代表隊のMVP賞、各校代表隊の最高成績学生賞、年度ルーキーチーム（Rookie Team）賞、一番大きい進歩を取った代表組学生賞、ピーターソン博士全国チャンピオン賞など。
特に、経済学・社会科学の専科に対する記念賞もある。それは、USADの歴史で有名な人物を記念して、単独の科目で優秀な学生に与える賞である。

## 歴史
- 第二次世界大戦時 創始者ロバート・ピーターソン博士は、ナチス・ドイツに拘禁中に、「学生向けのデカトロン式学習」を構想[1]。
- 1968年 ピーターソン博士と招致された他の人がいっしょに第一回カリフォルニア州内学業的十種競技を行う[1]。
- 1982年 第一回アメリカ全国学業的十種競技が開催。18つの州が参加[3]。
- 1983年 世界的発展を目指し、カナダ、韓国、メキシコの学生も競技に参加[3]。
- 1984年 カナダ、メキシコ、韓国、ニュージーランドの学生が参加。当年、最初のUSAD学習ガイド（Study Guide）が発表[3]。
- 1989年 初めてカリフォルニア州以外の州で競技を行う[3]。
- 1991年 初めてスピーチショーケースが行う[3]。
- 1992年 アメリカの大統領ブッシュは、9つの地方・全国チャンピオンをローズガーデン（Rose Garden）に招待する[3]。
- 1995年 シカゴのSteinmetz高校は競技の中でカンニングする。その事件は競技に悪い影響を与える。2000年、アメリカでその事件に関する映画「Cheaters」（カンニング者）が上映[3]。
- 1996年−2003年 競技委員会内人員が調整。資産のリストラもある[3]。
- 2006年 小さな学校に適用して、特別のヴァーチャルコンテストが行う[3]。
- 2015年2月 初めてUSADの中国コンテストが行うわれる。それから、中国も競技の参加国の一つ[4]。

## 学習ガイド
1984年から学習ガイド（後で資料ガイド、Resource Guideと称す）は、学生に競技を準備するために、USAD委員会の公式補充教材。学校は教材の料金を支払完了後、ガイドがUSAD本部から発送する。ガイドは芸術、経済学、語学と文学、数学、音楽、科学、社会科学の科目を含む。特に1994年以降、USAD毎年の主題があるとき、ガイドは全てあの主題をめぐる。当年度の競技を行う前の一年の春に公式ガイドが発表。例えば、2017−2018のUSAD学習ガイドは2017年5月15日から販売開始。

## 競技の級別
- アメリカの各州内タウン級競技（Local）− ラウンド1の問題を採用。
- アメリカの各州内地方級競技（Regional）− ラウンド2の問題を採用。成績が一番高い学校のみは次の級別を進入可能[5][6]。
- アメリカの各州級競技（State）− ラウンド3の問題を採用。成績が一番高い学校のみは次の級別を進入可能。（外国の参加学校はその級別で全国競技。「一番高い学校のみ」の制限はなし）
- アメリカの全国競技（National）− ラウンド4の問題を採用。外国の学校もアメリカの学校と一緒に競技をする。

## 競技過程
- 芸術、経済学、語学と文学、数学、音楽、科学、社会科学の6つ科目の筆記試験。各科の完成時間は30分、問題は50つ。
- インタビューとスピーチ。前者は5分の時間内、試験官のいろんな問題（当年度の競技科目相関、競技の準備、個人の生活経歴）を答える。後者は準備したスピーチ（Prepared Speech）と即興スピーチ（Impromptu Speech）の分別がある。準備したスピーチは、３.5−4分の時間内、自分で選択と準備した主題を巡って、演説する。即興スピーチは、試験現場に試験官が提供された3つの主題の中の1つを選択し、その主題を巡って、１.5−2分の時間内演説する。
- 超級クイズ。これは十種競技の中で唯一のリレー項目である。栄誉組・学者組・代表組からの学生がステージで3つのラウンドの問題を答えるとき、学生の親と他の客がステージの下で観覧する。
- 中国だけにある特別項目：評価センター（Assessment Center）。学生は、提供された道具と器材を利用し、要求の機械や装置を作る。

＊以上の競技項目の順は変化することがある。

## 毎年の競技種類・主題
毎年の競技種類の中、随筆とインタビューとスピーチがある。

### 1982−1994
競技種類は経済、芸術、語学と文学、数学、科学、社会科学と超級クイズ。特別な主題はなし。

### 1994−1997
競技種類は1982−1994と同じ。
- 1994−1995：健康と生物技術
- 1995−1996：競技と合作
- 1996−1997：連絡と文化

### 1997以降
- 1997−1998：芸術、語学と文学、数学、音楽、科学、社会科学と超級クイズ。主題は「外を見よう：社会を変える力」。
- 1998−1999：経済、芸術、語学と文学、数学、音楽、社会科学と超級クイズ。主題は「奥を見よう：意識のセンスを発展」。
- 1999−2000：経済、芸術、語学と文学、数学、音楽、社会科学と超級クイズ。主題は「前を見よう：未来を作る」。
- 2000−2001：経済、芸術、語学と文学、数学、音楽、科学と超級クイズ。主題は「自分を了解」。
- 2001−2002：経済、芸術、語学と文学、数学、音楽、科学と超級クイズ。主題は「他人を了解」。
- 2002−2003：経済、芸術、語学と文学、数学、音楽、社会科学と超級クイズ。主題は「自然を了解」。
- 2003−2004：経済、芸術、語学と文学、数学、音楽、科学と超級クイズ。主題は「アメリカ：国の成長」。
- 2004−2005：経済、芸術、語学と文学、数学、音楽、社会科学と超級クイズ。主題は「古い世界を探す」。
- 2005−2006：経済、芸術、語学と文学、数学、音楽、科学と超級クイズ。主題は「欧州の文芸復興：更新と改革」。
- 2006−2007：経済、芸術、語学と文学、数学、音楽、社会科学と超級クイズ。主題は「中国とその世界に与える影響」。
- 2007−2008：経済、芸術、語学と文学、数学、音楽、科学と超級クイズ。主題は「内戦の歴史」。
- 2008−2009：経済、芸術、語学と文学、数学、音楽、社会科学と超級クイズ。主題は「ラテンアメリカと重点のメキシコ」。
- 2009−2010：経済、芸術、語学と文学、数学、音楽、科学と超級クイズ。主題は「フランス大革命」。
- 2010−2011：経済、芸術、語学と文学、数学、音楽、社会科学と超級クイズ。主題は「世界恐慌（1929年）」。
- 2011−2012：経済、芸術、語学と文学、数学、音楽、科学と超級クイズ。主題は「帝国の時代」。
- 2012−2013：経済、芸術、語学と文学、数学、音楽、科学と社会科学。主題は「ロシア」。
- 2013−2014：経済、芸術、語学と文学、数学、音楽、科学と社会科学。主題は「第一次世界大戦」。
- 2014−2015：経済、芸術、語学と文学、数学、音楽、科学と社会科学。主題は「新しいエネルギー：機敏と創新」。
- 2015−2016：経済、芸術、語学と文学、数学、音楽、科学と社会科学。主題は「インド」。
- 2016−2017：経済、芸術、語学と文学、数学、音楽、科学と社会科学。主題は「第二次世界大戦」。
- 2017−2018：経済、芸術、語学と文学、数学、音楽、科学と社会科学。主題は「アフリカ」。
- 2018−2019：経済、芸術、語学と文学、数学、音楽、科学と社会科学。主題は「1960年代：変革の十年」[7]。

## 毎年の開催地[3]
- 1981−1986：カリフォルニア州のロサンゼルス
- 1986−1987：テキサス州のアービング
- 1987−1988：テキサス州のサンアントニオ
- 1988−1989：ロードアイランド州のプロビデンス
- 1989−1990：アイオワ州のデモイン
- 1990−1991：カリフォルニア州のロサンゼルス
- 1991−1992：アイダホ州のボイシ
- 1992−1993：アリゾナ州のフェニックス
- 1993−1994：ニュージャージー州のニューアーク
- 1994−1995：イリノイ州のシカゴ
- 1995−1996：ジョージア州のアトランタ
- 1996−1997：ユタ州のセントジョージ
- 1997−1998：ロードアイランド州のプロビデンス
- 1998−1999：カリフォルニア州のアナハイム
- 1999−2000：テキサス州のサンアントニオ
- 2000−2001：アラスカ州のアンカレッジ
- 2001−2002：アリゾナ州のフェニックス
- 2002−2003：ペンシルベニア州のエリー
- 2003−2004：アイダホ州のボイシ
- 2004−2005：イリノイ州のシカゴ
- 2005−2006：テキサス州のサンアントニオ
- 2006−2007：ハワイ州のホノルル
- 2007−2008：カリフォルニア州のガーデングローブ
- 2008−2009：テネシー州のメンフィス
- 2009−2010：ネブラスカ州のオマハ
- 2010−2011：ノースカロライナ州のシャーロット
- 2011−2012：ニューメキシコ州のアルバカーキ
- 2012−2013：ミネソタ州のミネアポリス
- 2013−2014：ハワイ州のホノルル
- 2014−2015：カリフォルニア州のガーデングローブ
- 2015−2016：アラスカ州のアンカレッジ
- 2016−2017：ウィスコンシン州のマディソン
- 2017−2018：テキサス州のフリスコ
- 2018−2019：ミネソタ州のブルーミントン

## 毎年のチャンピオン[3]
- 1982 - カリフォルニア州のパロアルト高校
- 1983 - カリフォルニア州のパロアルト高校
- 1984 - テキサス州のJ.J.ピアース高校
- 1985 - テキサス州のJ.J.ピアース高校
- 1986 - テキサス州のJ.J.ピアース高校
- 1987 - カリフォルニア州のジョン・マーシャル高校
- 1988 - テキサス州のJ.J.ピアース高校
- 1989 - カリフォルニア州のウィリアム・ハワード・タフト高校
- 1990 - テキサス州のレークハイランズ高校
- 1991 - テキサス州のJ.J.ピアース高校
- 1992 - テキサス州のJ・フランク・ドービ高校
- 1993 - テキサス州のプラノイースト高校
- 1994 - カリフォルニア州のウィリアム・ハワード・タフト高校
- 1995 - カリフォルニア州のジョン・マーシャル高校
- 1996 - テキサス州のJ・フランク・ドービ高校
- 1997 - テキサス州のジェームズ・E・テイラー高校
- 1998 - カリフォルニア州のエル・カミノリアル高校
- 1999 - カリフォルニア州のムーアパーク高校
- 2000 - テキサス州のジェームズ・E・テイラー高校
- 2001 - カリフォルニア州のエル・カミノリアル高校
- 2002 - ウィスコンシン州のウォーケシャウェスト高校
- 2003 - カリフォルニア州のムーアパーク高校
- 2004 - カリフォルニア州のエル・カミノリアル高校
- 2005 - カリフォルニア州のエル・カミノリアル高校
- 2006 - カリフォルニア州のウィリアム・ハワード・タフト高校
- 2007 - カリフォルニア州のエル・カミノリアル高校
- 2008 - カリフォルニア州のムーアパーク高校
- 2009 - カリフォルニア州のムーアパーク高校
- 2010 - カリフォルニア州のエル・カミノリアル高校
- 2011 - カリフォルニア州のグラナダ・ヒルズ・チャーター高校
- 2012 - カリフォルニア州のグラナダ・ヒルズ・チャーター高校
- 2013 - カリフォルニア州のグラナダ・ヒルズ・チャーター高校
- 2014 - カリフォルニア州のエル・カミノリアル高校
- 2015 - カリフォルニア州のグラナダ・ヒルズ・チャーター高校
- 2016 - カリフォルニア州のグラナダ・ヒルズ・チャーター高校
- 2017 - カリフォルニア州のグラナダ・ヒルズ・チャーター高校[8]
- 2018 - カリフォルニア州のエル・カミノリアル高校[8]